# Font Andreu (Abella de la Conca)

La Font Andreu, respecte del terme d'Abella de la Conca

La Font Andreu és una font del terme municipal d'Abella de la Conca, a la comarca del Pallars Jussà.
És a la vall del barranc de Cal Palateres, pertanyent a la vall alta del riu d'Abella. Està situada a 1.489 metres d'altitud, sota i al sud del Pas de Castellnou, als peus de la cinglera de la Serra de Carreu, al costat occidental del Serrat de la Gavarnera. Es troba al nord de la masia de Casa Girvàs i a l'oest-nord-oest de Cal Vidal.

## Etimologia
El nom d'aquesta font prové del nom propi Andreu, per afèresi de Font de l'Andreu.